# USS Ampere (ADG-11)
USS Ampere (ADG-11) – amerykańska stacja demagnetyzacyjna służąca w United States Navy w czasie i po II wojnie światowej.
Pierwotnie jednostka była planowana jako patrolowy okręt eskortowy (ang. patrol craft escort) (PCE-919), następnie zmieniono plany i rozpoczęto budowę USS Drake (AM-359) – trałowca typu Admirable. Stępkę położono 24 listopada 1943 w Portland w stoczni Willamette Iron & Steel Corporation. Wodowanie odbyło się 12 sierpnia 1944. 20 kwietnia 1945 okręt został przeklasyfikowany na stację demagnetyzacyjną YDG-11. Jednostka weszła do służby 15 sierpnia 1945, dzień po kapitulacji Japonii.
Z powodu wstrzymania walk YDG-11 wykonał bardzo mało zadań, zanim został zakotwiczony w ramach Floty Rezerwowej Pacyfiku (ang. Pacific Reserve Fleet) w San Diego. Uzyskał status nieaktywnego w służbie (ang. inactive, in service) do zimy 1946–1947, gdy został wycofany ze służby i umieszczony w rezerwie (ang. out of service, in reserve). 1 listopada 1947 został przeklasyfikowany na ADG-11. Okręt pozostawał w rezerwie do lipca 1951, gdy ponownie wrócił do aktywnej służby. Został przydzielony na Daleki Wschód i bazował w bazie Yokosuka w Japonii do 1954. Później jego portem macierzystym była baza w Sasebo. 1 lutego 1955 uzyskał nazwę Ampere. Wycofany ze służby w lutym 1957. Pozostawał w rezerwie na Dalekim Wschodzie do lata 1961, gdy zapadła decyzja o pozbyciu się go. Został skreślony z listy okrętów floty 1 lipca 1961 i sprzedany 21 czerwca 1962 Philippine President Lines z Manili.